# توماس فوكس (رسام توضيحي)
توماس فوكس (بالإنجليزية: Thomas Fuchs)‏ هو رسام توضيحي أمريكي، ولد في 27 يناير 1969 في آلن في ألمانيا.